# Gunther Philipp
Gunther Placheta, meglio conosciuto come Gunther Philipp (Maroshévíz, 8 giugno 1918 – Bad Godesberg, 2 ottobre 2003), è stato un attore, nuotatore, medico e sceneggiatore austriaco.

## Biografia
Figlio di un veterinario, nacque a Maroshévíz, oggi Toplița, Romania, all'epoca facente parte dell'impero austro-ungarico. 
Fu il più veloce nuotatore europeo secondo le classifiche annuali dal 1937 al 1939, nonché detentore per 14 anni del record nazionale nei 100 metri rana.
Dopo la laurea in medicina ottenuta all'università di Vienna nel 1943, prese la specializzazione in neurologia e conseguì anche il dottorato; fino al 1990 esercitò la professione medica nel reparto neurologico della clinica universitaria di Vienna praticando nel contempo l'attività artistica, che intraprese nel 1946 entrando in un gruppo di cabarettisti. Negli anni '50 iniziò la sua scalata verso il successo, prima sui palchi teatrali e successivamente sugli schermi cinematografici. Sempre in questo decennio si dedicò al rally nella categoria Gran Turismo, creando anche una scuderia automobilistica; dopo aver smesso di correre, condusse con Jochen Rindt il programma sportivo Motorama sul canale televisivo ORF.
Fu autore di alcune opere teatrali e di oltre 20 soggetti cinematografici, e interpretò 147 film, alcuni dei quali lo videro anche nelle vesti di produttore. Si specializzò nell'interpretare personaggi idioti e sopra le righe, ed ebbe un largo successo presso il pubblico germanofono.
Si ritirò dal mondo dello spettacolo un anno prima della morte.

## Filmografia parziale
- Tante Jutta aus Kalkutta, regia di Karl Georg Külb (1953)
- Die Rose von Stambul, regia di Karl Anton (1953)
- 4º fanteria (Die Deutschmeister), regia di Ernst Marischka (1955)
- Il congresso si diverte (Der Kongreß tanzt), regia di Franz Antel (1955)
- Night Club (Die Beine von Dolores), regia di Géza von Cziffra (1957)
- Picnic in Africa (Münchhausen in Afrika), regia di Werner Jacobs (1958)
- Im weissen Rössl, regia di Werner Jacobs (1960)
- Capitan Uragano (Bomben auf Monte Carlo), regia di Georg Jacoby (1960)
- Per favore non toccate le modelle (Ich zähle täglich meine Sorgen), regia di Paul Martin (1960)
- O sole mio, regia di Paul Martin (1960)
- Die Abenteuer des Grafen Bobby, regia di Géza von Cziffra  (1961)
- Die Fledermaus, regia di Géza von Cziffra  (1962)
- Angeli o quasi (Almost Angels), regia di Steve Previn  (1962)
- I dolci vizi... della casta Susanna (Susanne, die Wirtin von der Lahn), regia di Franz Antel (1967)
- L'odio è il mio Dio, regia di Claudio Gora  (1968)
- Otto l'eroe delle donne (Otto ist auf Frauen scharf), regia di Franz Antel (1968)
- Tante Trude aus Buxtehude, regia di Franz Josef Gottlieb (1971)
- Der Geheimnisträger, regia di Franz Josef Gottlieb  (1975)
- Banana Joe , regia di Steno (1982)
- Piratensender Power Play, regia di Sigi Rothemund (1982)

## Doppiatori italiani
- Mario Bardella in L'odio è il mio Dio

- Gianni Marzocchi in Banana Joe